# Abbaye du Mont-César
L'abbaye du Mont-César ou abbaye Regina Coeli (en néerlandais : Abdij van Keizersberg) est un monastère bénédictin situé à Louvain, en Belgique. Il fut érigé en abbaye en 1899 par neuf moines venus de l'abbaye de Maredsous et qui se sont installés onze ans plus tôt à cet endroit, au milieu des ruines de bâtiments ayant hébergé l'ordre de Saint-Jean de Jérusalem. 
L'abbaye fut ravagée par un incendie en 1914 et les moines trouvèrent refuge jusqu'à la fin de la guerre à l'abbaye de Maria Laach, mais à leur retour, des difficultés apparurent entre les moines belges et les moines allemands. L'abbaye quitta alors la congrégation de Beuron pour créer la congrégation de l'Annonciation qui regroupa dès lors la majorité des maisons bénédictines en Belgique francophone.
En 1968, du fait des dissensions linguistiques grandissantes entre Flamands et Wallons, il fut décidé que l'abbaye du Mont-César serait néerlandophone. Elle quitta la congrégation de l'Annonciation pour celle de Subiaco au sein de la province flamande.
L'abbaye fait face à la crise des vocations. En 2018, une partie des bâtiments abrite un foyer pour étudiants. 

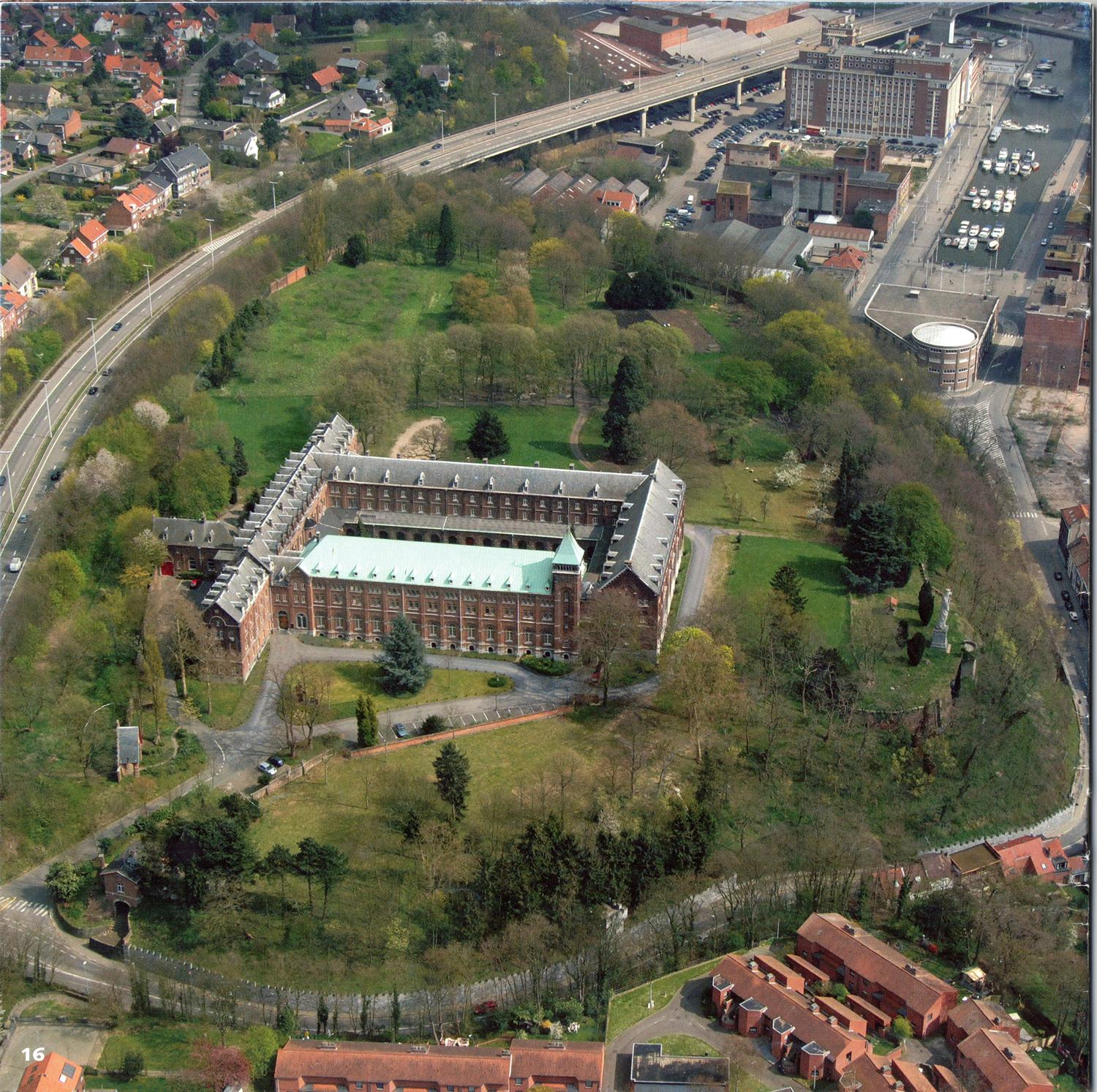
Vue aérienne de l'abbaye.

## Histoire

### Origines
Le site connu sous le nom de « Mont César » (Keizersberg), d'après Jules César, a abrité un château-fort démoli sous l'empereur Joseph II en 1782. Une commanderie templière, construite en 1187, surplombait le côté est de la colline. Lorsque l'ordre du Temple fut aboli, la commanderie et son église passèrent en 1312 aux Hospitaliers de l'ordre de Saint-Jean de Jérusalem. Les bâtiments furent démolis par les Français en 1798, lorsque l'Ordre fut dispersé.

### Fondation et développement
Neuf moines venus de l'abbaye de Maredsous s'y installèrent en 1888. L'année suivante l'on construisit de nouveaux bâtiments en incorporant les ruines de la commanderie. Elle fut érigée en abbaye, le 13 avril 1899, avec comme premier père abbé, Dom Robert de Kerchove.
L'abbaye connut un grand renom, surtout à partir de 1909-1910, lorsque Dom Lambert Beauduin commença la publication de son périodique Les Questions liturgiques et paroissiales qui contribua au mouvement de renouveau liturgique. Dom Beauduin quitta l'abbaye en 1925 pour fonder le prieuré d'Amay, rattaché au Mont-César, qui déménagea plus tard à Chevetogne. Ce dernier, consacré à l'Œcuménisme, célèbre la liturgie conjointement en rite occidental et en rite oriental.
L'abbaye fut ravagée par un incendie en 1914 et les moines trouvèrent refuge jusqu'à la fin de la guerre à l'abbaye de Maria Laach.

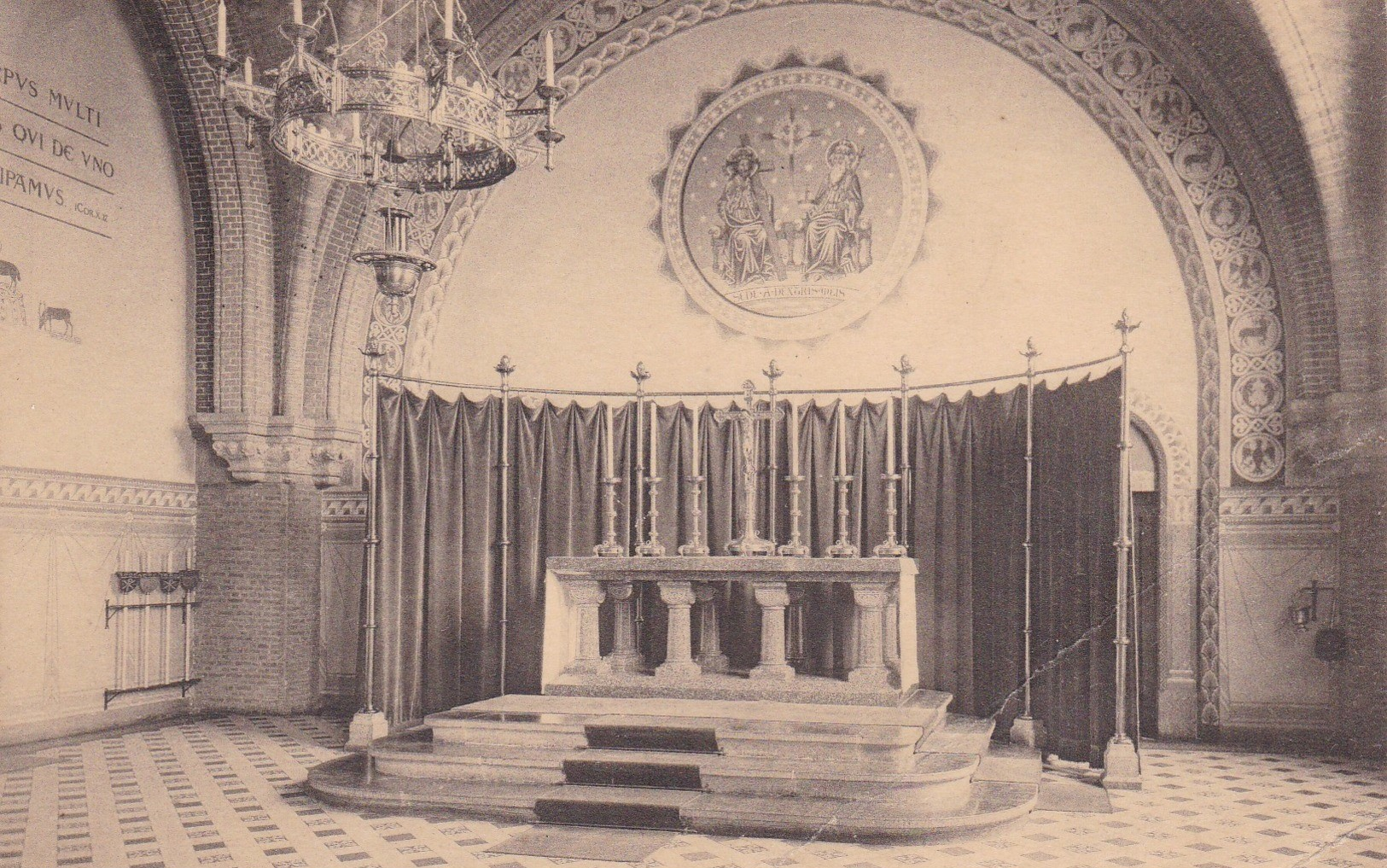
La chapelle de l'abbaye au début du XXe siècle

### Création de la congrégation de l'Annonciation
À leur retour les moines allemands furent mal accueillis par la population locale, et il y eut des difficultés entre les moines belges et les moines allemands. Aussi l'abbaye quitta-t-elle la congrégation de Beuron pour créer la congrégation de l'Annonciation qui regroupa dès lors la majorité des maisons bénédictines de Belgique francophone (celles d'expression flamande étant au sein de la congrégation de Subiaco). L'abbé de Kerchove, osb, commença en 1929 la publication du périodique Recherches de théologie ancienne et médiévale
De nouveau gravement endommagée par l'occupation allemande durant la Seconde Guerre mondiale et incendiée lors de raids aériens anglais l'abbaye est ruinée, et les derniers vestiges de la commanderie ont presque disparu. Dom Bruno (1903-1981) (moine à l'abbaye de 1922 à 1968) y fut célèbre après la guerre pour avoir caché des centaines de Juifs. 
En 1950, l'abbaye rétablit la tradition monastique de l'abbaye de Stavelot en créant le prieuré Saint-Remacle.

### Sous la congrégation de Subiaco
En 1968, les dissensions linguistiques entre Flamands et Wallons s'accentuèrent. L'université catholique de Louvain déménagea ses facultés francophones vers un nouveau site hors de Louvain, et il fut décidé que l'abbaye du Mont-César serait néerlandophone. Elle quitta la congrégation de l'Annonciation pour celle de Subiaco au sein de la province flamande. Pendant un temps un administrateur territorial géra l'abbaye, après les démissions de l'abbé et du prieur. Une partie des bâtiments abrite désormais un foyer pour étudiants.
L'abbaye fait face aujourd'hui à la crise des vocations qui rend son avenir problématique.

## Abbés
- 1899-1928: Dom Robert de Kerchove
- 1928-1952: Dom Bernard Capelle
- 1952-1968: Dom Rombout Van Doren

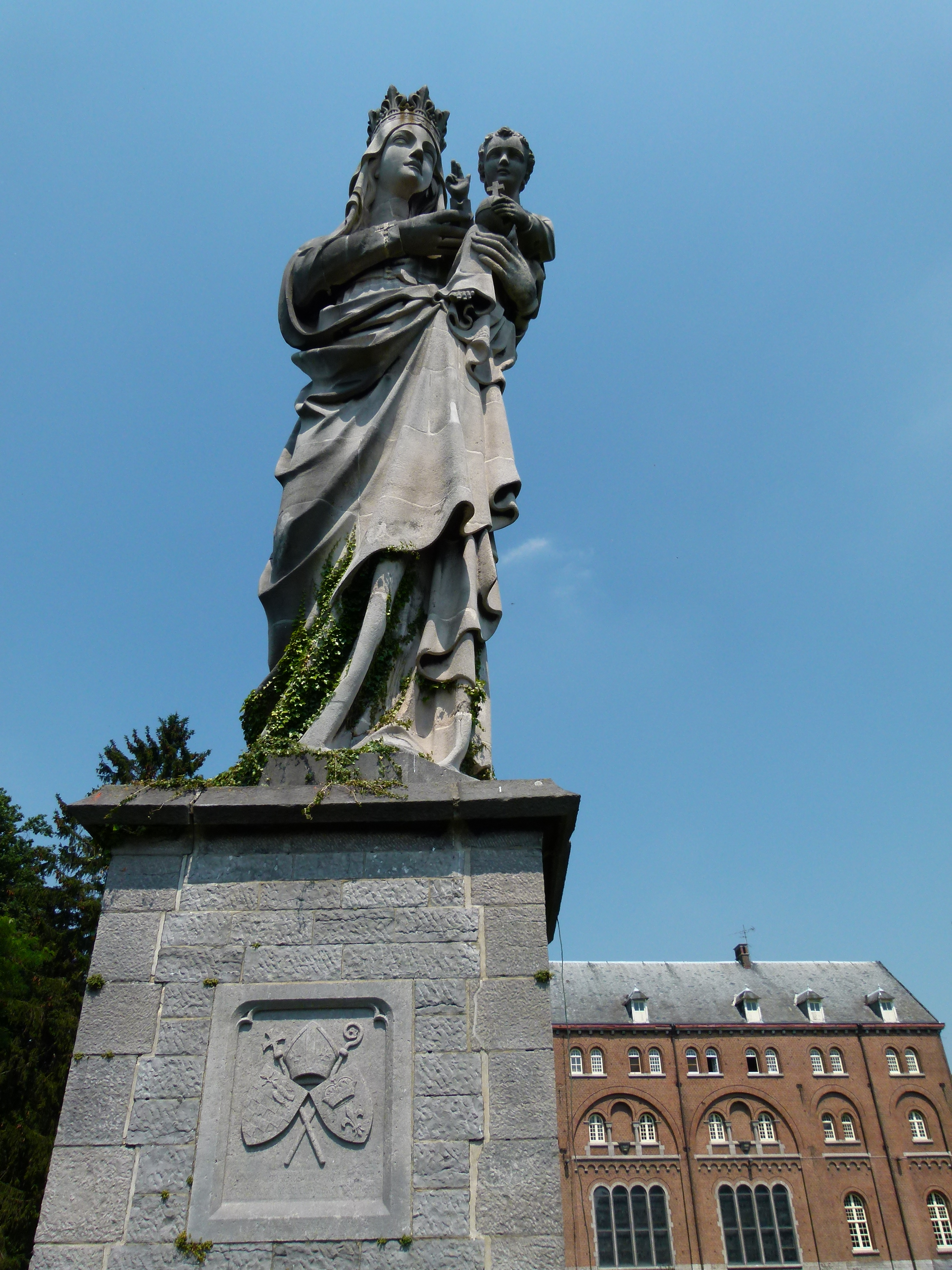
La statue de la Vierge à l'Enfant.

- 1968-1970: Filips De Cloedt  (administrateur)
- 1970-1991: Dom Ambroos Verheul
- 1991-1993: Lieven Bauwens (administrateur)
- 1993-    : Dom Kris Op de Beeck

## Moines célèbres
- Bruno Destrée, frère de Jules Destrée et poète remarquable[2]

## Pour compléter